# Révolution silencieuse
Ne doit pas être confondu avec le film allemand La Révolution silencieuse.
Pour plus de détails, voir Fiche technique et Distribution.
Révolution silencieuse est un film documentaire suisse réalisé par Lila Ribi, sorti en 2016,.

## Synopsis
Le film retrace la reconversion de la famille d'un agriculteur de Juriens, Cédric Chezeaux, dans le Jura vaudois, qui décide d'abandonner la production de lait industriel pour se lancer dans la culture biologique (biodynamique) de variétés anciennes céréales (amidonnier, blé de Perse, blé rouge de la Venoge, blé rouge du Jura, engrain, épeautre, etc.),.

## Fiche technique
- Réalisation : Lila Ribi
- Montage : Suzana Pedro
- Musique : Christian Garcia
- Pays d'origine : Suisse
- Genre : documentaire
- Durée : 93 minutes
- Date de sortie : 25 janvier 2017 en Suisse romande

## Festivals
- Visions du réel, mars 2016[3].
- Journées cinématographiques de Soleure, janvier 2017[4].
- Festival du film vert, 2017[5].
- Festival du film français d'Helvétie, septembre 2017[4].